# Cesare Baglioni
Cesare Baglioni, auch bekannt als Cesare Baglione (* um 1550 in Cremona; † 1615 in Parma), war ein italienischer Renaissancemaler.

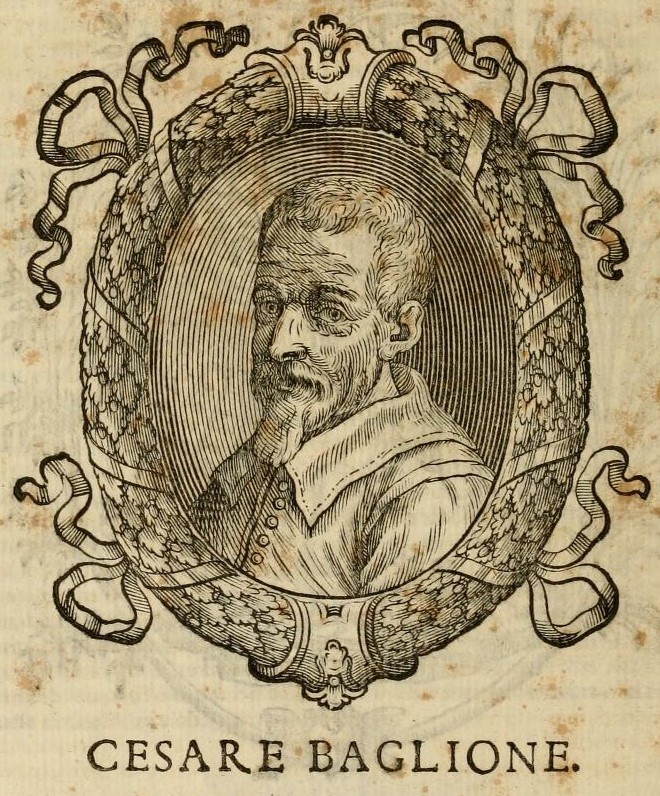
Cesare Baglione

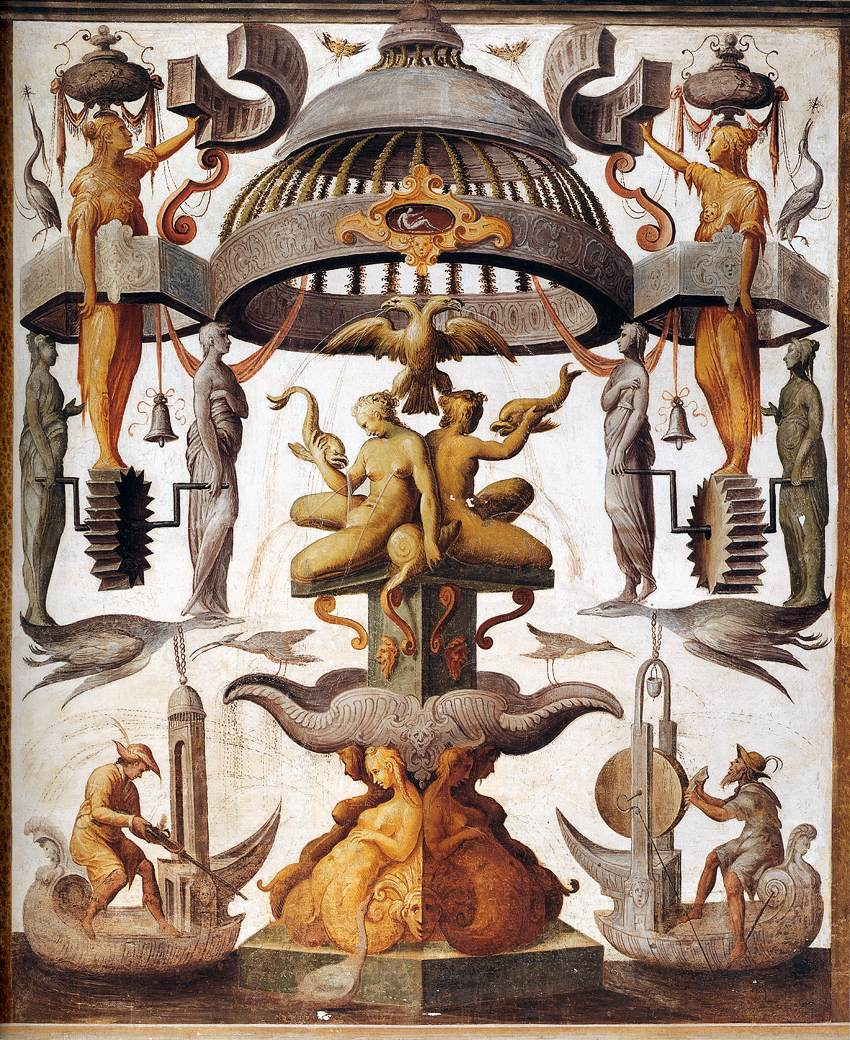
Grotesken, Rocca Meli Lupi di Soragna

## Leben
Seine Ausbildung erhielt er in der Werkstatt seines Vaters Giovanni Pietro, eines eher unbedeutenden Malers, und spezialisierte sich dann auf die Quadratur- und Landschaftsmalerei. Zwischen 1565 und 1574 arbeitete er in Florenz und später hauptsächlich in Parma, am Hof des Herzogs Ottavio Farnese.
In seinen Arbeiten fügte er Ruinen von antiken Bauwerken ein. Dazu reiste er nach Rom, um Eindrücke zu sammeln und Zeichnungen vor Ort anzufertigen. Die in Parma ausgeführten Arbeiten sind größtenteils erhalten und er wird von Kunstkritikern als brillantester Meister des späten emilianischen Manierismus angesehen.
Er ist vor allem für die Ausschmückung der Schlösser mit Freskendekorationen mit grotesken Motiven, Landschaften und gemalten Perspektiven im Gebiet von Parma bekannt. Beeindruckend sind vor allem die Fresken der Rocca Meli Lupi di Soragna.
Cesare war sowohl mit Agostino als auch mit Annibale Carracci befreundet. Ein Schüler von Cesare war Girolamo Curti.